# اس‌اس اتریش
اس‌اس اتریش (به انگلیسی: SS Austria) یک کشتی بود که طول آن ۳۲۰ فوت (۹۸ متر) بود. این کشتی در سال ۱۸۵۷ ساخته شد.